# 塔林科特机场

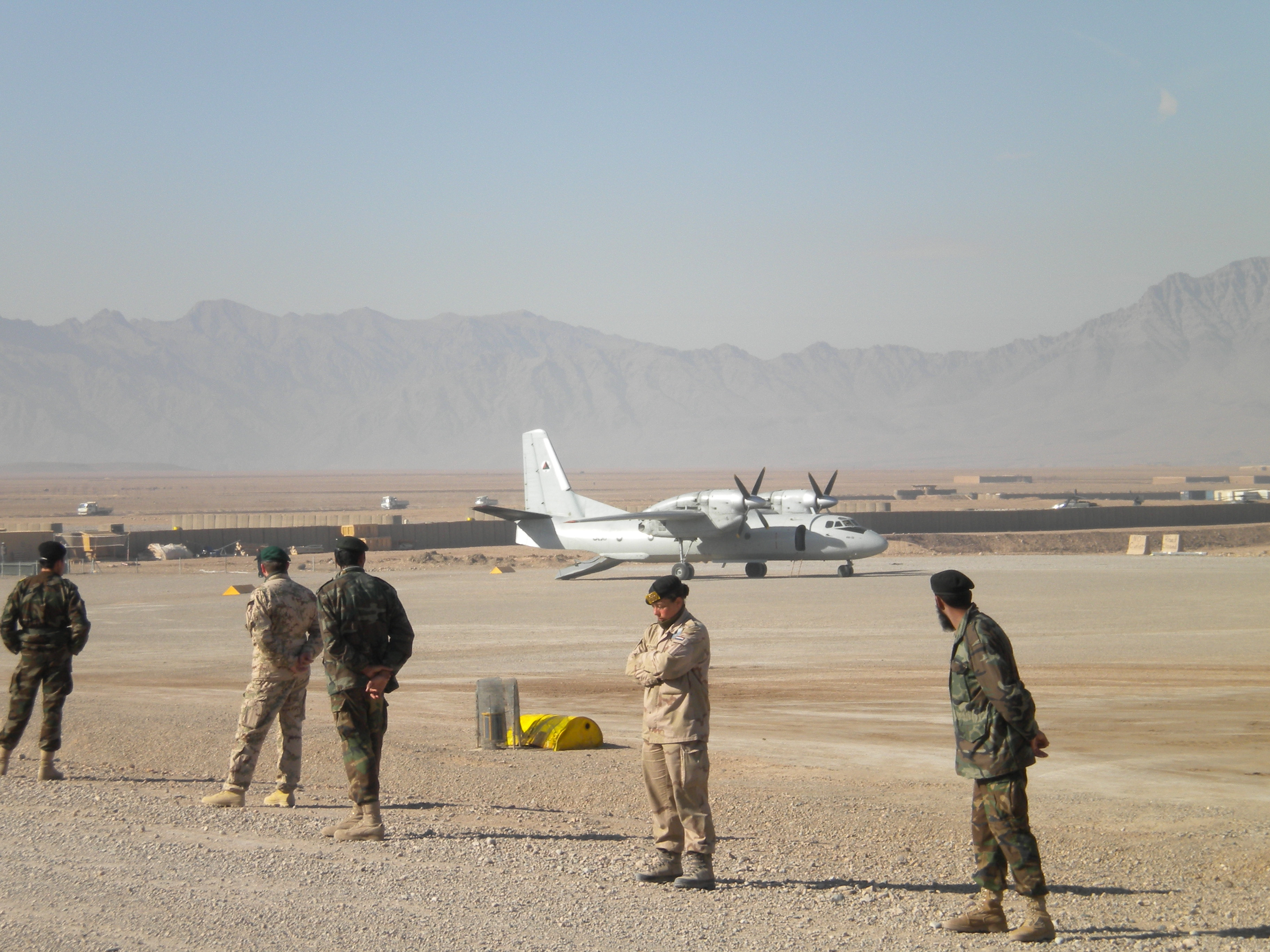

塔林科特机场（普什圖語：‎，達利語：‎）是位于阿富汗东南部的国内机场。该机场位于乌鲁兹甘省的省会城市塔林科特以南2公里。该机场最初是为了方便乌鲁兹甘省和邻近的代昆迪省居民的出行而建造的。
该机场在过去十年中进行了扩建，以供国际安全援助部队(ISAF) 使用。2009年6月29日，卡姆航空开始执飞每周3次往返于喀布尔和塔林科特之间的定期航班。这些航班由荷兰政府提供财政支持，以促进乌鲁兹甘地区的发展。这些航班在暂停前由波音737执飞。
除了阿富汗国家安全部队外，由美国主导的坚定支持特派团（RSM）也被授权使用该机场进行训练或作战。

## 航空公司和目的地
| 航空公司 | 目的地 |
| -------- | ------ |
| 卡姆航空 | 喀布尔 |